# Palácio Ducal (Veneza)
O Palácio Ducal (em italiano: Palazzo Ducale), também conhecido como Palácio do Doge, é um símbolo da cidade de Veneza e uma obra-prima do gótico veneziano. Surge na área monumental da Piazza San Marco, entre a Piazzetta e o Molo.
O palácio actual foi construído entre 1309 e 1424. Giovanni Bon e Bartolomeo Bon criaram a chamada Porta della Carta, um monumental portão em estilo gótico tardio na Piazzetta, ao lado do palácio.
Antiga sede do Doge de Veneza e da magistratura veneziana, seguiu-lhes a história, dos alvores à queda, e é hoje sede do Museo di Palazzo Ducale e faz parte da Fondazione Musei Civici di Venezia.

## História

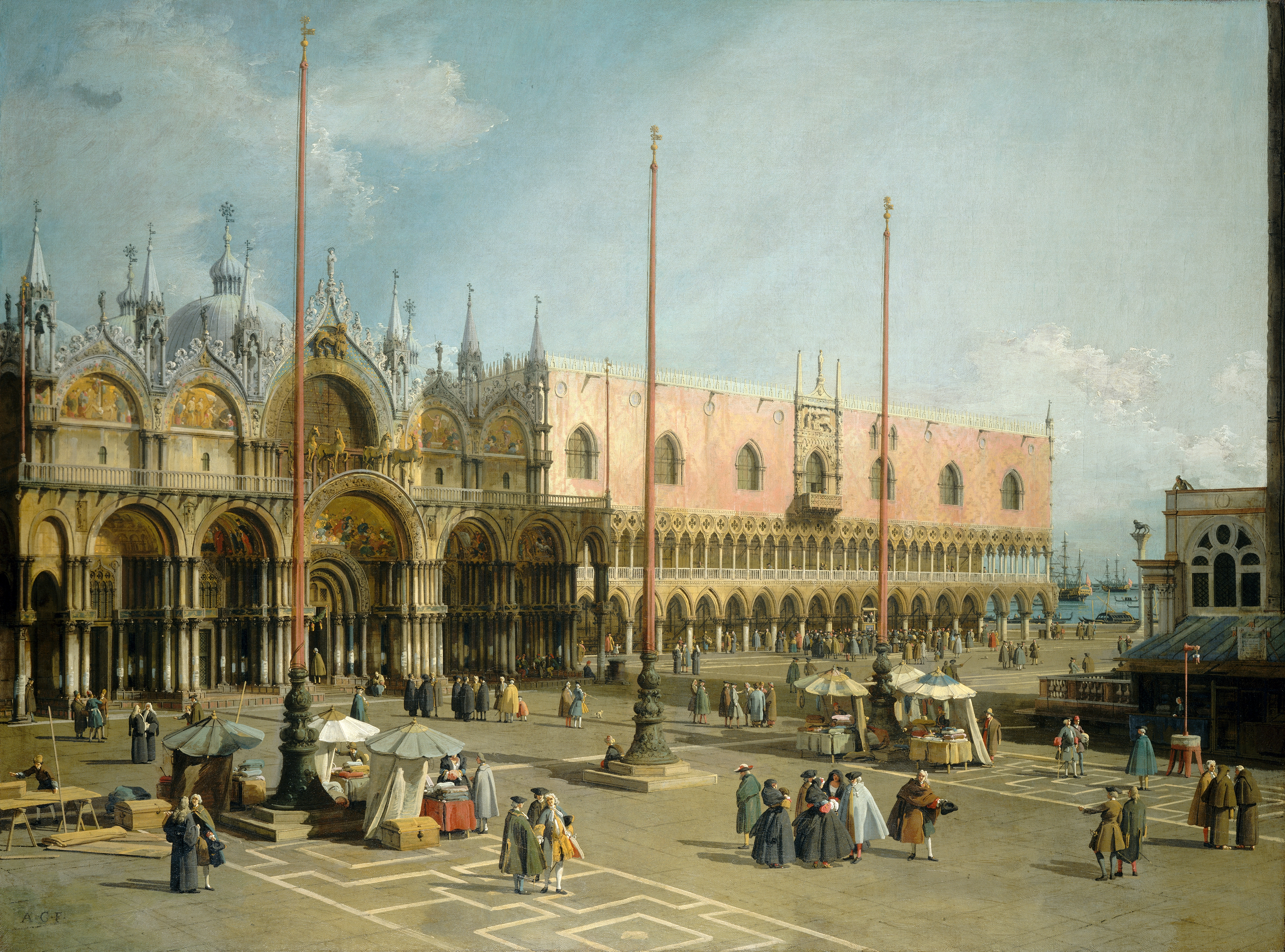
Canaletto: catedral, Palácio Ducal, piazza, piazzetta e biblioteca em finais do século XVIII.

A edificação do palácio iniciou-se, presumivelmente, no século IX, depois da transferência da sede ducal de Malamocco para a moderna Veneza, definitivamente sancionada em 812, durante o dogado de Angelo Partecipazio.
Da instalação original, talvez erguida seguindo o modelo do Palácio de Diocleciano em Espalato, nada sobrevive actualmente: em 828, com a chegada dos restos mortais de São Marcos, foi instalada ao lado a primitiva basílica marciana; em 864, os rebeldes responsáveis pelo assassinato do doge Pietro Tradonico sofreram aqui um longo cerco; por fim, em 976, o doge Pietro IV Candiano e o seu filho e corregente encontraram a morte durante uma revolta a que se seguiu um furioso incêndio que destruiria todo o palácio e grande parte da cidade.
Seguiu-se a reconstrução começada por Pietro I Orseolo (976-979), um núcleo fortificado constituído por um corpo central e por torres angulares, circundado por água, cujos traços ainda se percebem na disposição do andar loggiado.

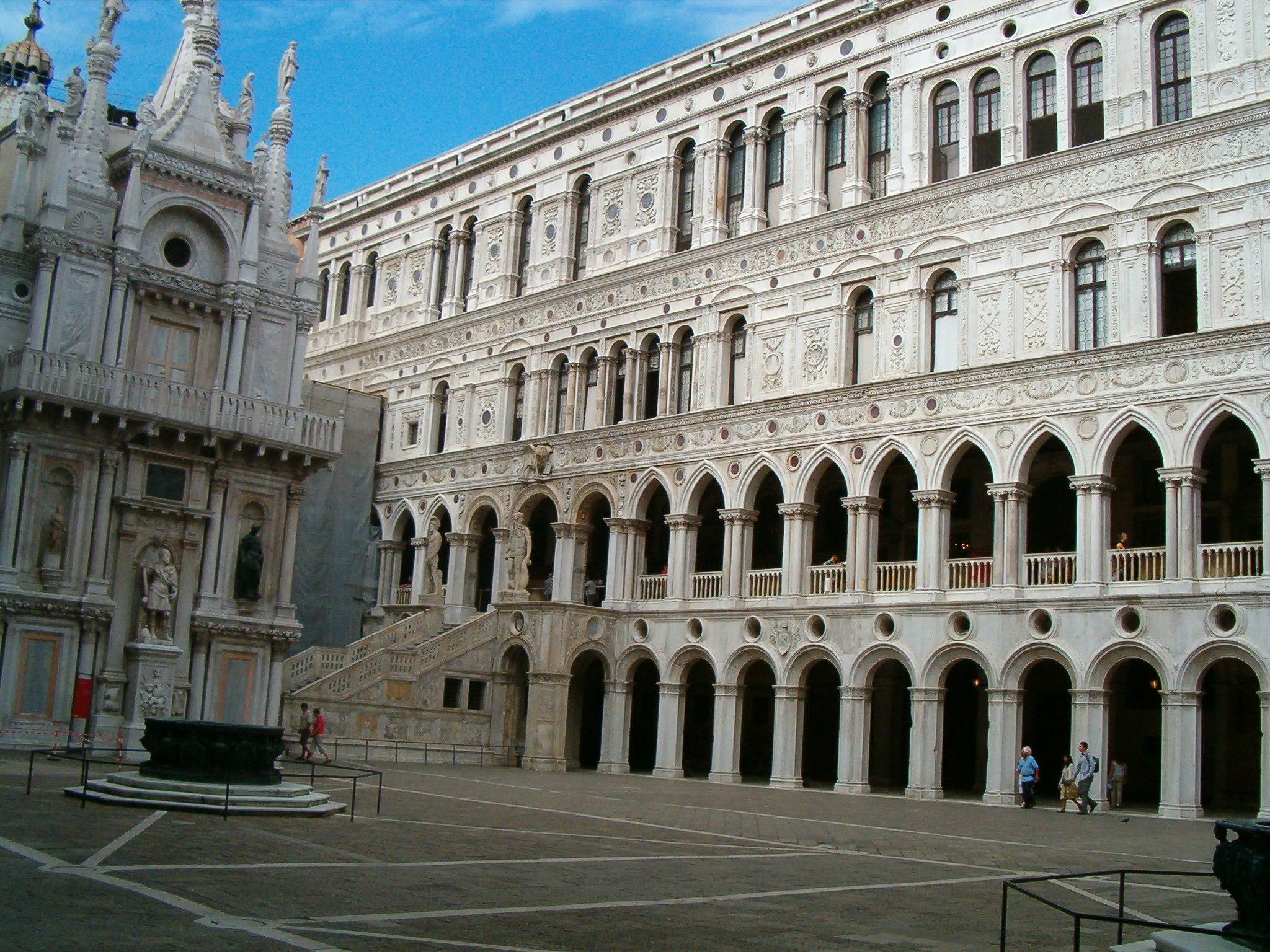
Imagem do pátio do Palácio Ducal com vista da Scala dei Giganti.

O complexo sofreu uma primeira grande reestruturação, que transformou a fortaleza original num elegante palácio privado de fortificações, no século XIII durante o dogado de Sebastiano Ziani. Uma nova ampliação foi realizada entre finais desse mesmo século e os primeiros anos do século XIV, para servir às novas exigências do estado republicano que se seguiram à Serrata del Maggior Consiglio (Exclusão do Conselho Maior), cuja sala foi ampliada.
Em 1310 foi reprimida uma tentativa de assalto ao palácio no decorrer da conspiração guiada por Bajamonte Tiepolo.
A partir de 1340, sob o dogado de Bartolomeo Gradenigo, o palácio começou uma radical transformação em direcção à forma actual. Em 1404 foi terminada a fachada voltada para o molhe, em 1423 foram começados os trabalhos no lado virado para a piazzetta e para a basílica, em 1439 também se iniciaram os trabalhos para a Porta della Carta, segundo projecto dos arquitectos Giovanni e Bartolomeo Bon (autores da Ca' d'Oro). Todo o conjunto das obras, realizadas durante o longo dogado de Francesco Foscari, foi terminado em 1443.

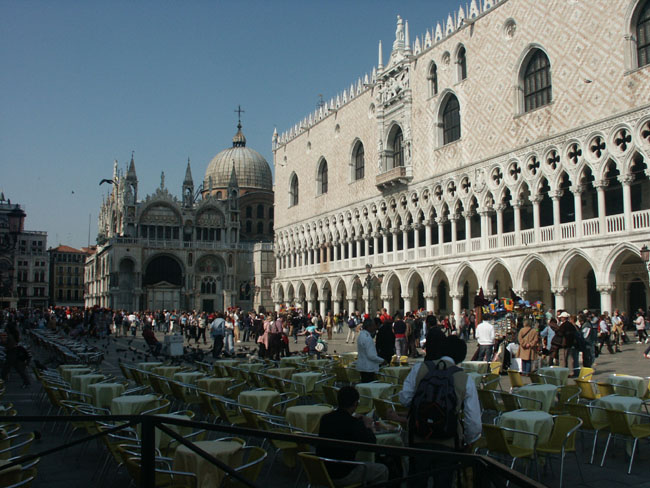
Vista parcial do Palácio Ducal e da Basílica de São Marcos.

Depois do grande incêndio de 1483 foi reedificada a parte interior, ou seja, a do lado do rio di Palazzo (Rio do Palácio) que termina com a Ponte della Paglia (Ponte da Palha), com trabalhos que prosseguiram até 1492, e a construção da Scala dei Giganti (Escada dos Gigantes).
No dia 11 de Maio de 1574, um incêndio destruiu algumas salas de representação do andar nobre. Decidida imediatamente a reconstrução, a direcção técnica e executiva foi confiada a Antonio da Ponte, apoiado por Andrea Palladio e Gianantonio Rusconi. Como resultado, é difícil a individualização de intervenções no projecto atribuíveis à sua mão; os estudiosos tentaram igualmente reconhecer-lhe a matriz nas portas interiores, em particular naquela que da Sala dell’Anticollegio conduz à Sala delle Quattro Porte, assim como as portas presentes nesta última, e nas chaminés das salas do del Collegio e dell’Anticollegio. A presença de Palladio no Palácio Ducal está documentada, apenas, entre 1577 e 1578, para o restauro do edifício danificado por um segundo grave incêndio (20 de Dezembro de 1577), no qual se perderam importantes ciclos pictóricos. Também, neste caso, as hipóteses duma sua proposta concreta deixam dúvidas entre os críticos.

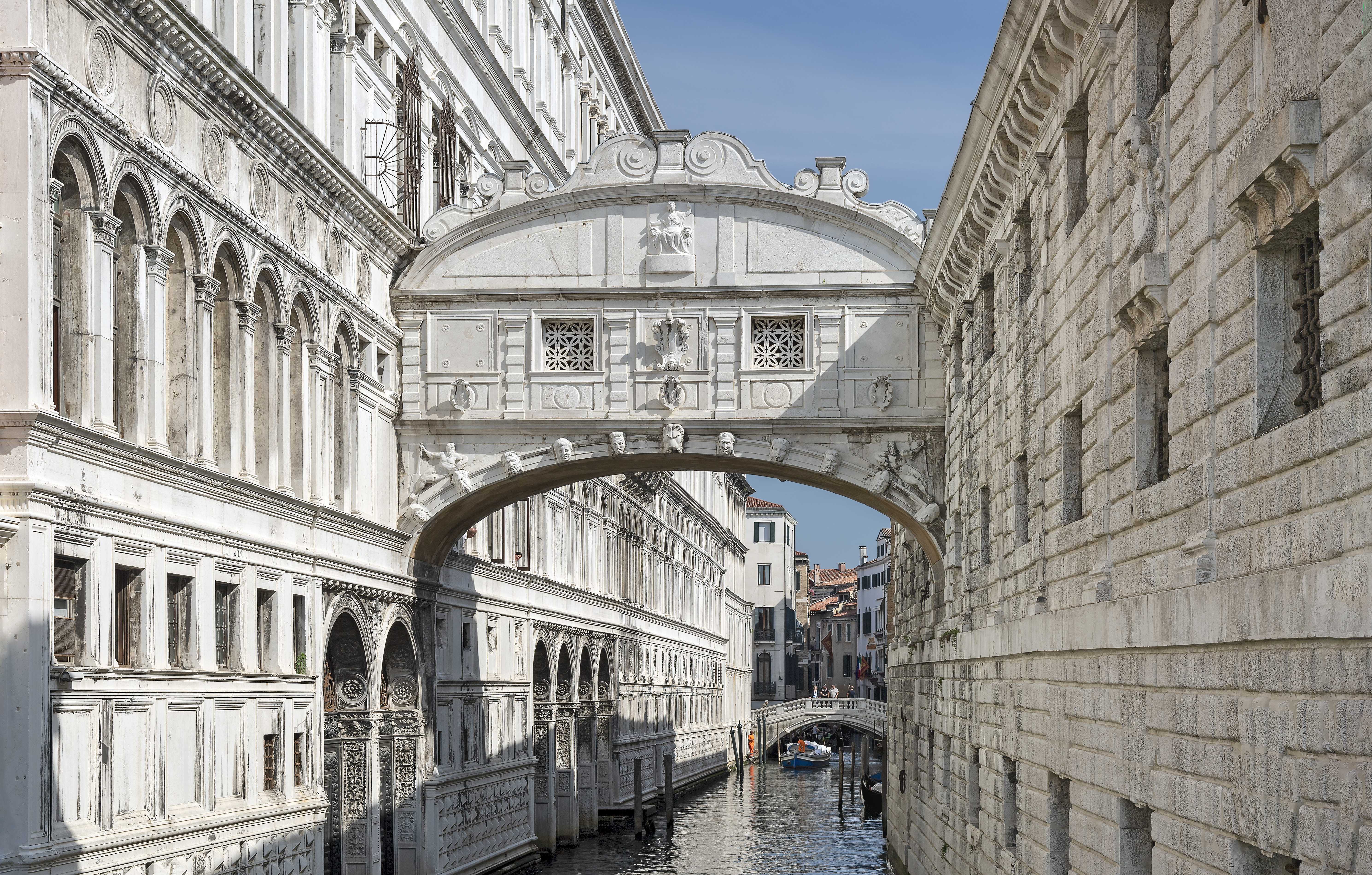
A Ponte dos Suspiros e o Palácio Ducal.

Entre 1575 e 1580, Ticiano e Paolo Veronese foram, por sua vez, chamados a decorar os interiores do palácio e a sua obra acabou por inserir-se na reconstrução das salas da ala meridional após o incêndio de 20 de Dezembro de 1577.
No início do século XVII, foram acrescentadas as chamadas Prigioni Nuove (Prisões Novas), na outra margem do rio, por obra do arquitecto Antonio Contin. Este novo corpo, sede dos Signori della Notte (Senhores da Noite),  magistrados encarregues de prevenir e reprimir crimes penais, foi ligado ao palácio através da Ponte dei Sospiri (Ponte dos Suspiros), percurso dos condenados trazidos do palácio, sede dos tribunais, para as prisões.
Depois da queda da República de Veneza, cujo fim foi decretado na sessão do Maggior Consiglio (Conselho Maior) de 12 de Maio de 1797, o palácio não foi mais utilizado como sede do príncipe e da magistratura, mas foi utilizado como sede de gabinetes administrativos do Império Napoleónico e do Império Austríaco. As prisões, denominadas Piombi, conservaram as suas funções e foram objecto das escritas de Silvio Pellico. Com a anexação de Veneza ao Reino de Itália, o palácio foi submetido a extensos restauros e em 1923 foi destinado a museu, função que desempenha até à actualidade.

## O complexo

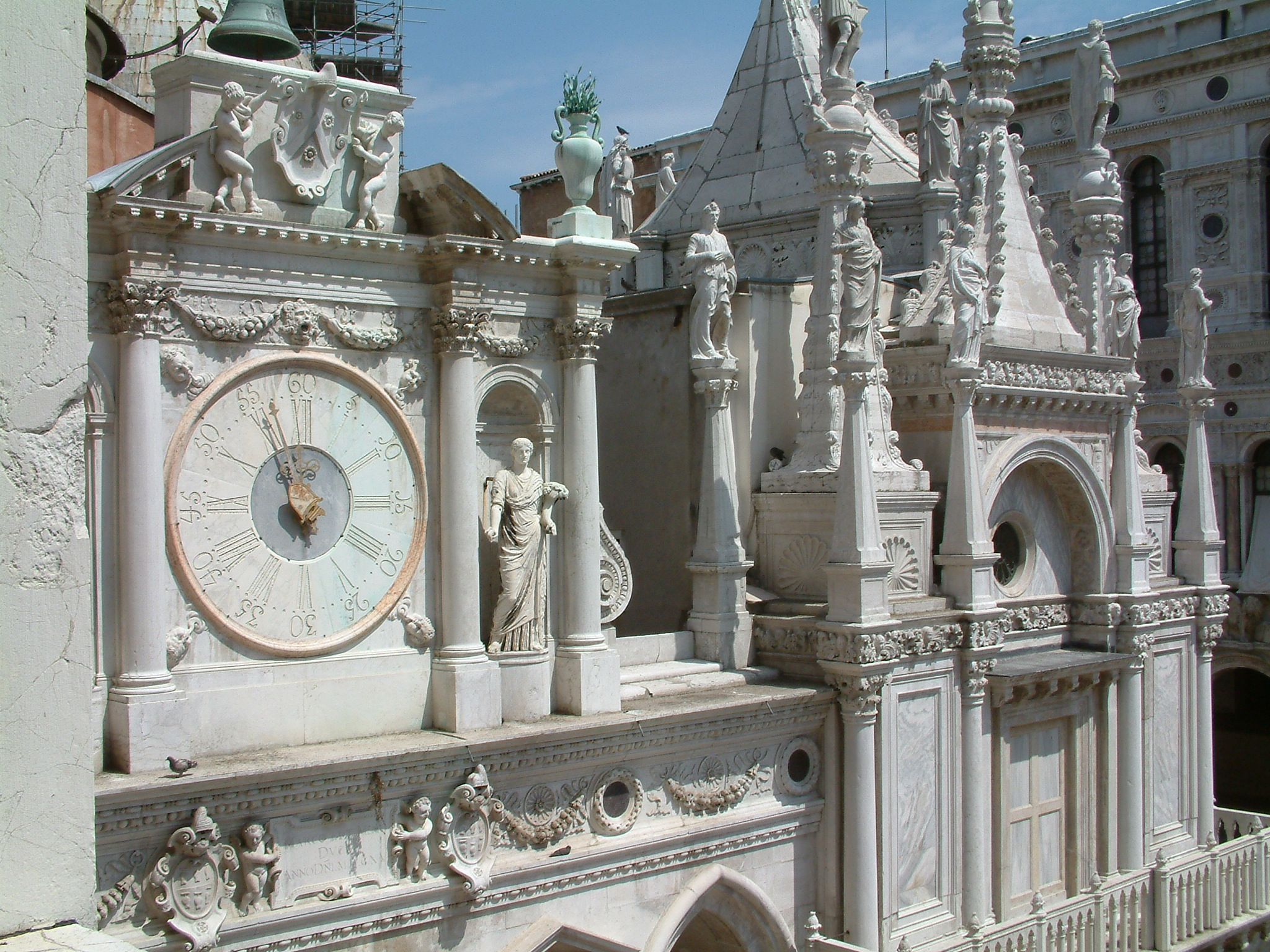
Fachada esculpida em mármore no interior do pátio.

O Palácio foi a residência do Doge de Veneza e contém os escritórios de várias instituições políticas, organizados ao redor de um pátio central. O primeiro andar foi ocupado por escritórios de advocacia, a Chancelaria, os Censores e o Escritório Naval. No segundo andar estavam a Grande Câmara do Conselho, a Câmara de Votação e os apartamentos do Doge. O terceiro piso apresenta a Sala del Collegio, adornada com pinturas, incluindo as de vários Doges e a do Lepanto, de Paolo Veronese, onde os embaixadores estrangeiros eram recebidos. Há salas usadas por corpos governamentais e também uma Câmara Bussola, onde os cidadãos podiam submeter as suas reclamações.
Talvez a sala mais espetacular seja a Câmara do Grande Conselho ou Sala del Maggior Consiglio, originalmente a sala de reuniões da legislatura. A sala é ladeada por pinturas de antigos Doges e o enorme Paraíso, de Tintoretto, considerada a maior pintura do mundo em tela.
Outra grande sala é a Sala dello Scrutinio, com outras pinturas de Doges e o quadro Batalha de Lepanto, de Andrea Vicentino. Na parte traseira do palácio está a Ponte dos Suspiros, anexa à prisão.
Além disso, podemos observar no Palácio a "Escada de Ouro", projectada por Jacopo Sansovino, um famoso arquitecto e escultor do Renascimento Italiano.

### Exterior
O Palácio Ducal desenvolve-se em três alas em torno de um amplo pátio central arcado, sendo o quarto lado constituído pelo corpo lateral da Basílica de São Marcos, antiga capela palatina.

#### Fachadas

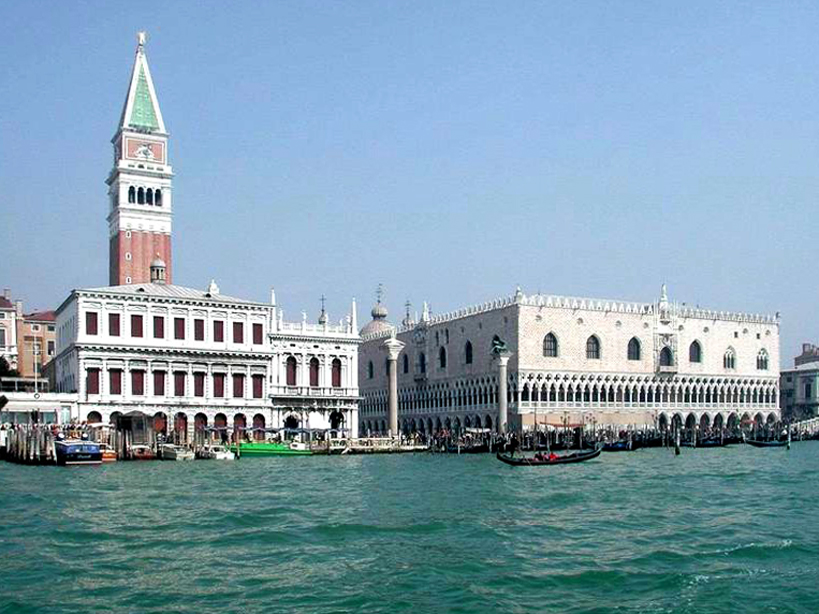
Vista do Palácio Ducal com as duas fachadas principais, uma voltada ao molo e a outra à piazzetta.

As duas fachadas principais do palácio, em estilo gótico veneziano, voltadas para a piazzetta e para o molo, desenvolvem-se em dois níveis colunados encimados por um poderoso corpo em mármore esculpido aberto por grandes janelas ovais, com monumental balcão central, e coroado com pináculos.

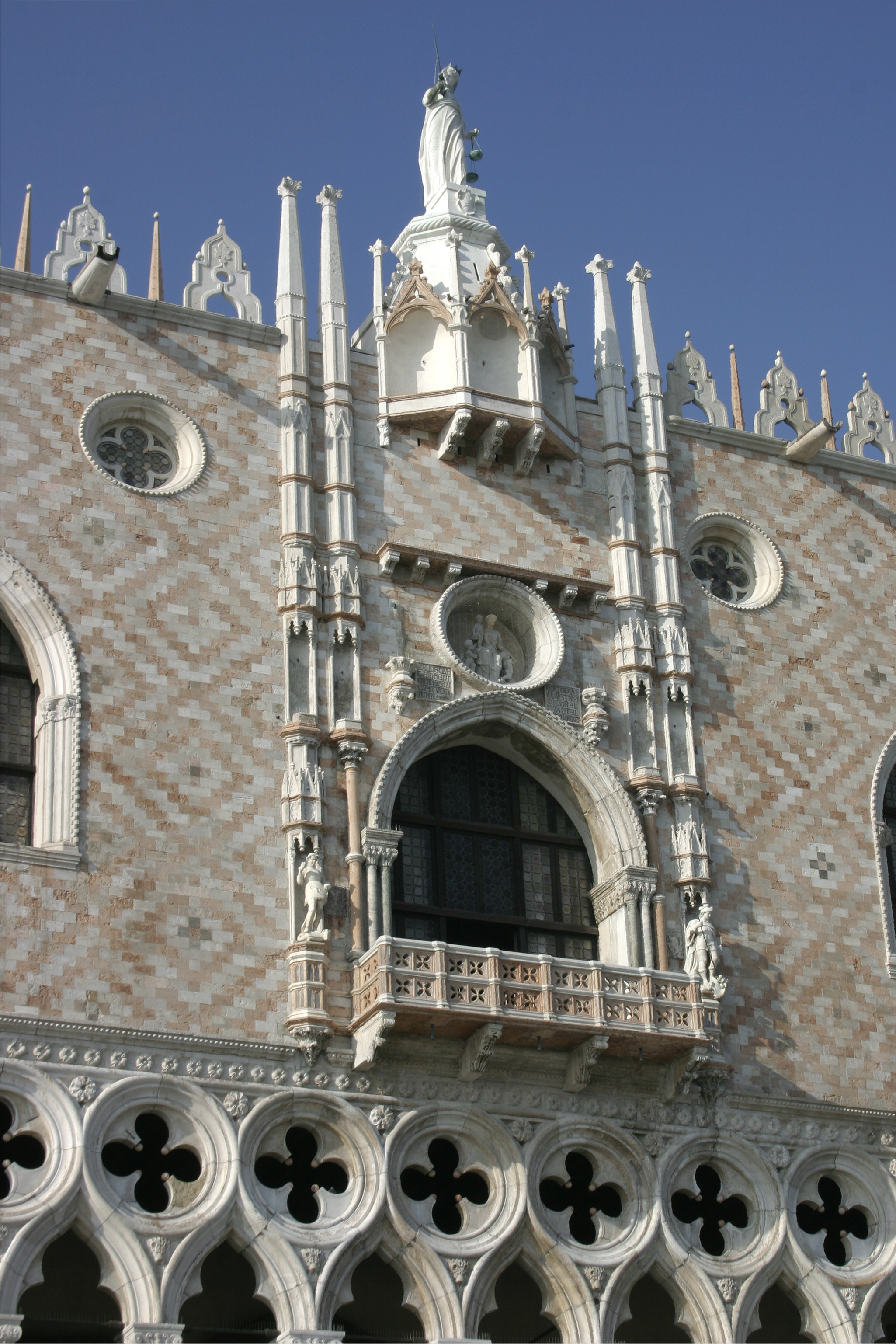
Balcão da fachada voltada ao molo.

As airosas loggias com colunas e arcos ogivais perfurados, delimitadas por balaustradas, são suportadas pelo pórtico no piso térreo, que deve o actual aspecto rebaixado às sucessivas obras de elevação do pavimento para combater a secular subida do nível marinho, o que conferiu um aspecto mais sólido às colunas encimadas por capitéis finamente esculpidos.
Na parte mais antiga, voltada para o molhe, encontram-se capitéis do século XIV, enquanto as esculturas angulares são atribuídas a Filippo Calendario ou a artistas lombardos como Raverti ou Bregno e representam, na esquina virada para a Ponte della Paglia, o Rafael e Tobias e a Embriaguez de Noé, enquanto no lado da piazzetta se encontram o Arcanjo Miguel e Adão e Eva. O balcão central é de Pier Paolo Dalle Masegne e o coroamento, reconstruído em 1579, depois do terramoto de 1511, com a colocação da Justiça, é de Alessandro Vittoria: a estátua de São Jorge é obra de Giovanni Battista Pellegrini e as outras estátuas representam São Teodoro, as Virtudes Cardinais, São Marcos Evangelista, São Pedro e São Paulo.
Na direcção da piazzetta, na décima terceira coluna da loggia, destaca-se a Justiça no trono, enquanto na esquina virada para a Porta della Carta está o Juízo de Salomão e o Arcanjo Gabriel, atribuidos a Bartolomeo Bon.

#### Porta della Carta

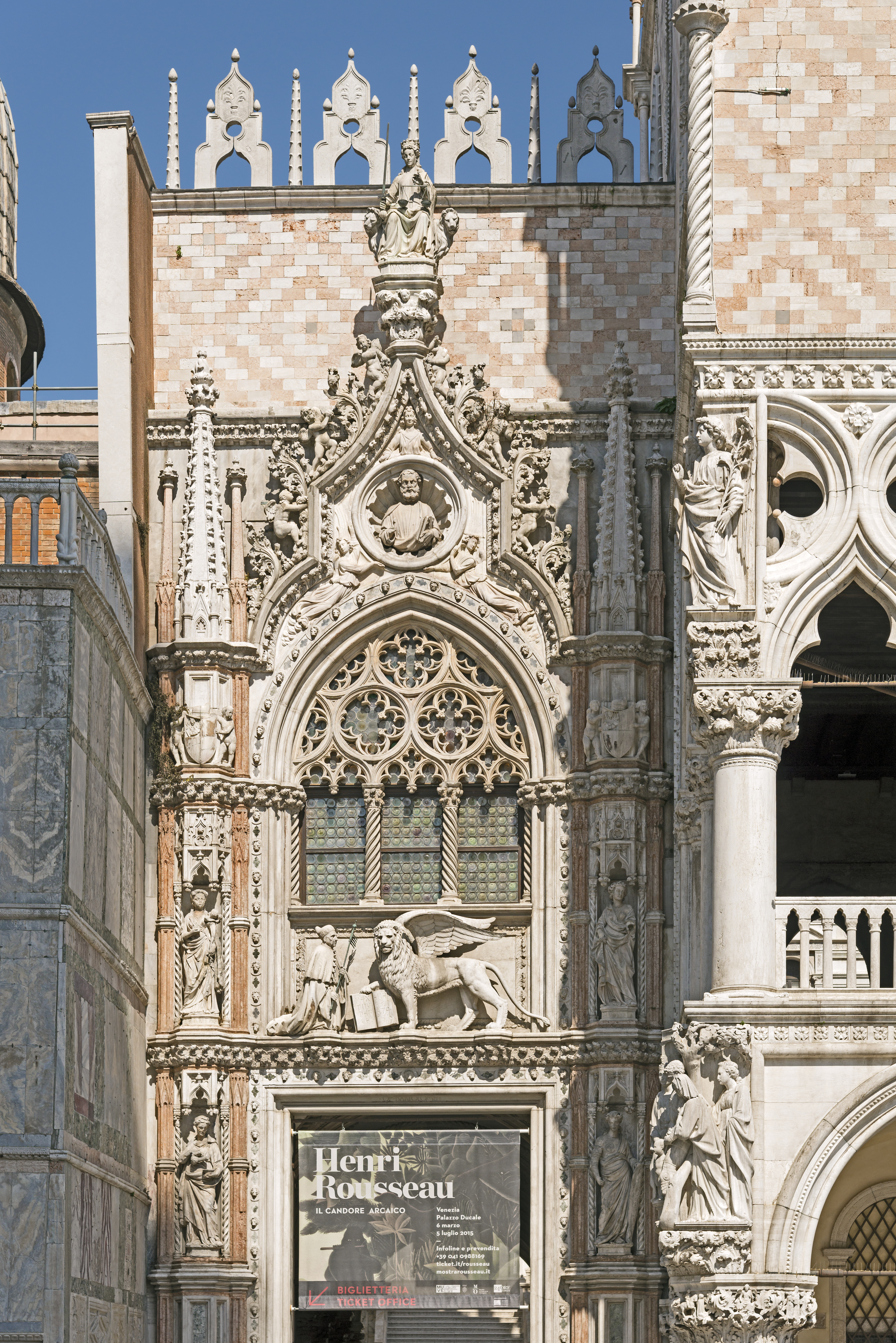
Vista da Porta della Carta.

Entrada monumental do palácio, deve o seu nome ao uso na afixação de novas leis e decretos ou à presença no lugar de escrivães públicos ou ainda ao facto de se encontrar nas proximidades dos arquivos dos documentos estatais.
Foi construída em estilo gótico florido por Giovanni e Bartolomeo Bon: na arquitrave lê-se, de facto, a inscrição OPVS BARTHOLOMEI (obra de Bartolomeo). Riquíssimo o aparato escultórico e decorativo, nas origens pintado e dourado.
Nos dois pináculos laterais estão duas figuras de Virtudes Cardinais em cada lado, atribuídas a Bregno, e no coroamento está o busto de São Marcos Evangelista encimado pela figura da Justiça com espada e balança. Central no aparato é a representação do doge Francesco Foscari ajoelhado frente ao Leão de São Marcos: trata-se duma renovação oitocentista, obra de Luigi Ferrari, em substituição da original, destruída pelos franceses em 1797.

#### Pátio

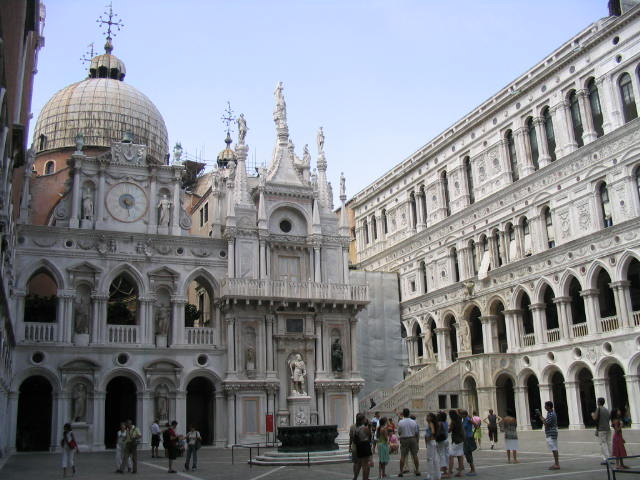
Vista do pátio do Palácio Ducal.

O acesso principal ao pátio é feito pela Porta della Carta, que, através do Androne Foscari, longo ambiente de passagem adossado à basílica, conduz ao arco triunfal dedicado ao próprio doge Francesco Foscari.
A passagem dirige-se directamente à monumental Scala dei Giganti (Escadaria dos Gigantes), adossada à fachada oriental do pátio.
O pátio é completamente circundado por arcadas, encimados por loggias, retomando o esquema exterior do edifício.
Enquanto as fachadas interiores meridional e ocidental, em tijolos, conservam o característico aspecto gótico veneziano das fachadas exteriores, a fachada oriental do pátio, à qual conduz a escadaria monumental, é caracterizada por uma decoração em mármore em estilo renascentista, segundo projecto do arquitecto Antonio Rizzo, consequência da radical reconstrução da área depois do furioso incêndio de 1483.
No pátio, onde se realizavam as cerimónias de coroação dogal, torneios e uma caça aos touros anual dominam dois grandes poços para o aprovisionamento hídrico do complexo (Pozzo dell'Alberghetti).
O pavimento, em traquito e elementos marmóreos, segue a pavimentação exterior da praça.

### AScala dei Gigantie aScala d'Oro

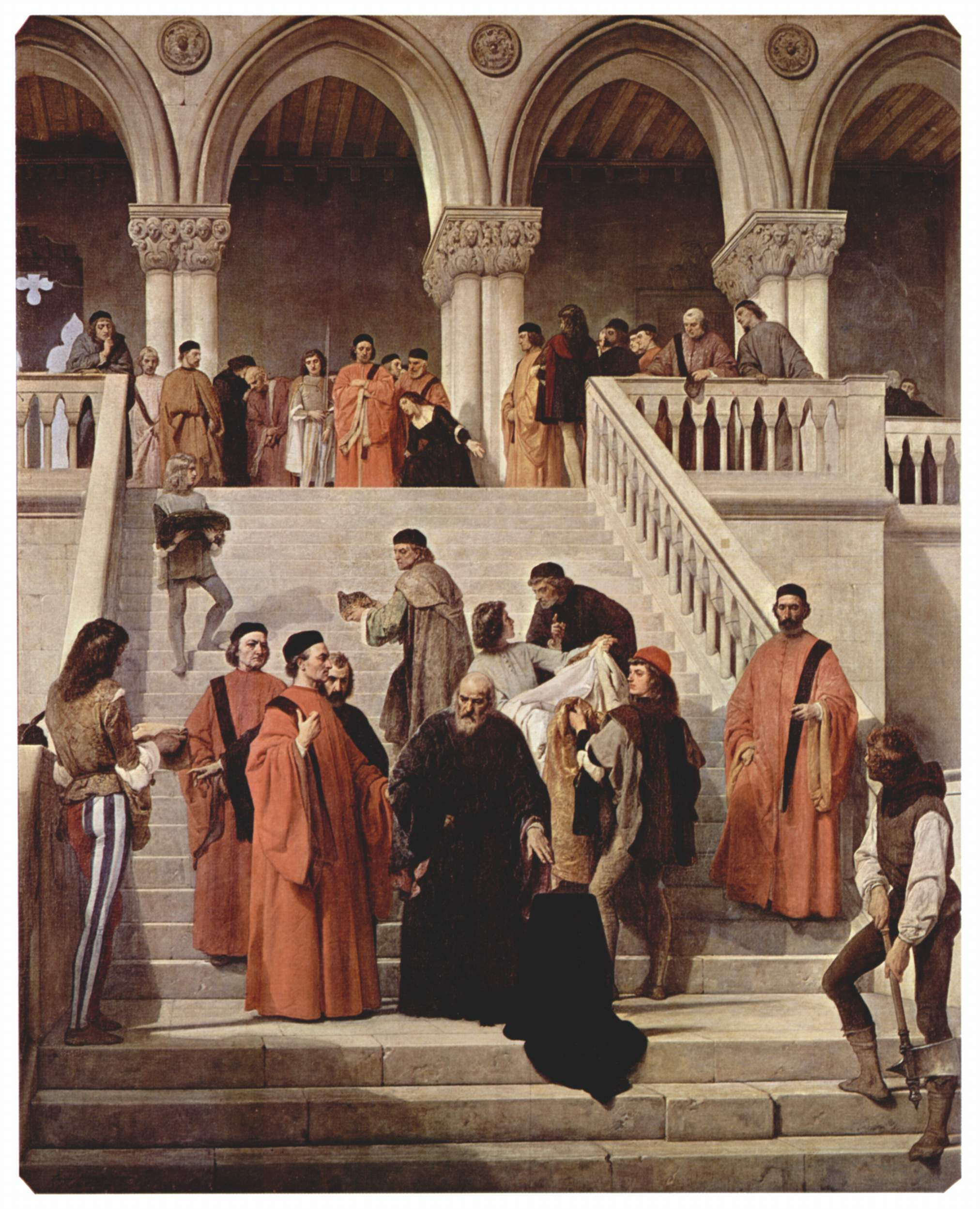
Execução de Francesco Foscari na Scala dei Giganti, numa pintura de Hayez.

Erguida entre 1483 e 1491 segundo projecto de Antonio Rizzo, a Scala dei Giganti (Escadaria dos Gigantes) deve o nome às duas estátuas marmóreas de Sansovino, representando Marte e Neptuno, aqui colocadas em 1567. A escadaria monumental liga o pátio à logia interior do primeiro andar e era o lugar dedicado à cerimónia de coroação ducal. As duas estátuas colossais deviam representar o poder e o domínio sobre a terra firme e sobre o mar.
Continuação natural da Scala dei Giganti é a Scala d'Oro (Escadaria de Ouro), assim chamada pelas ricas decorações em estuque branco e folha de ouro zecchino da abóbada. Edificada durante o dogado de Andrea Gritti, segundo projecto de Sansovino, entre 1555 e 1559, como escadaria de honra, conduz, em duas rampas, do piso das loggias aos dois andares superiores, em cada um dos quais se abre um vestíbulo com amplos vitrais.

### Piso dasLoggias

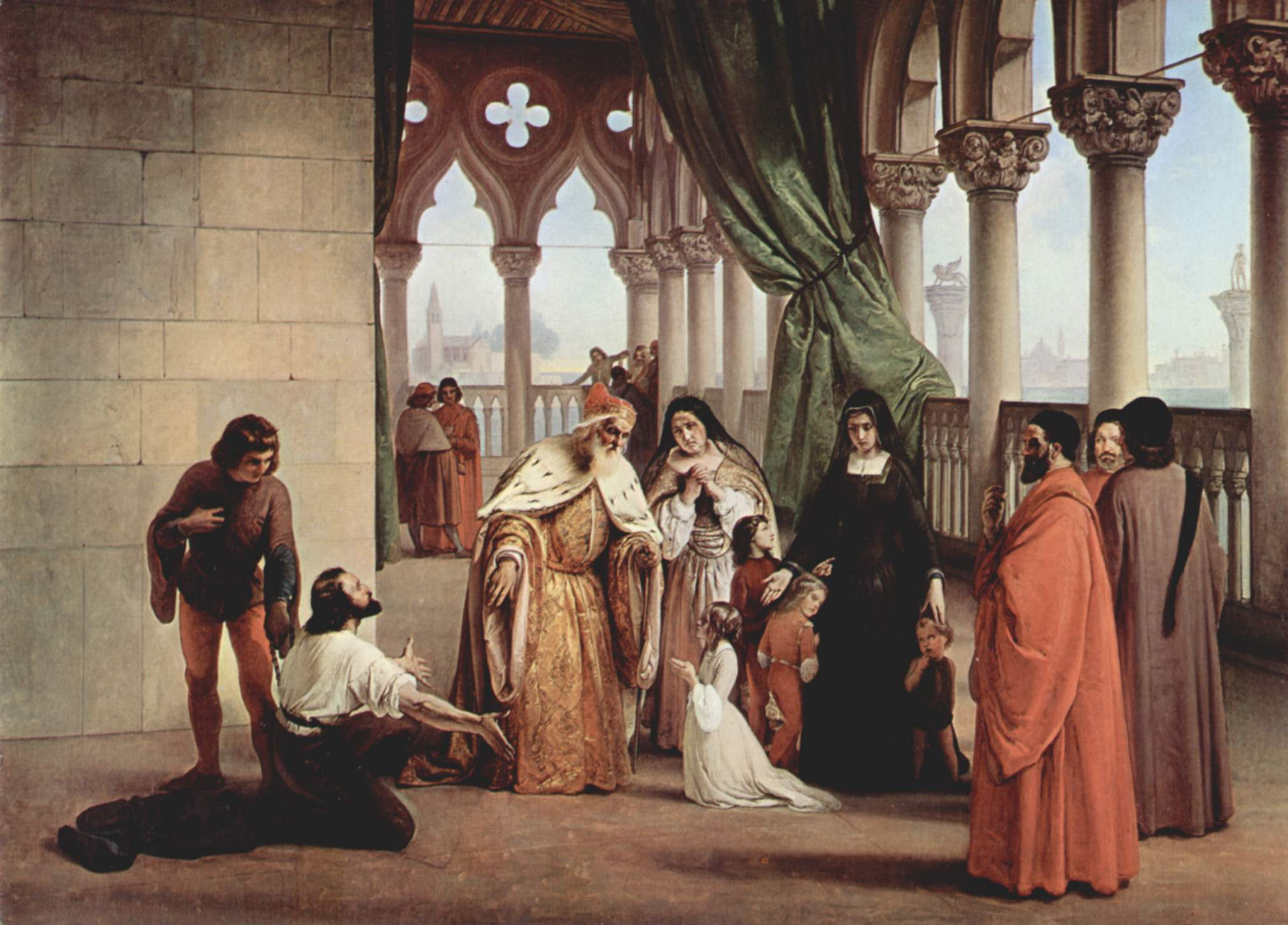
A loggia numa pintura de Hayez.

No alto da Scala dei Giganti encontra-se o vasto sistema de loggias que, circundando o palácio pelo interior e pelo exterior e conservando parte da instalação da fortaleza original, suportam a impressionante massa superior, conferindo ao Palácio Ducal a típica sensação de inversão, com a sólida parte fechada por cima e a airosa e ligeira por baixo.
Neste piso encontram espaço uma série de ambientes menores destinados à administração e aos serviços do palácio, além da Cancelleria Ducale Inferiore, parte do arquivo.
Ainda neste plano, encontram colocação dois importantes ambientes:
- a Sala dello Scrigno (Sala do Relicário), na qual se encontra o Libro d'Oro (Livro de Ouro), no qual eram escritos todos os nomes dos patrícios venezianos, e o Libro d'Argento (Livro de Prata), no qual eram elencadas as famílias dos originarii, ou seja, os cidadãos venezianos de pleno direito, que tinham abertas as portas da administração, acompanhados de todos os documentos que atestam a veracidade de tais cadastros;

- e a Sala della Milizia da Mar (Sala da Milícia do Mar), órgão destinado ao recrutamento das equipagens para as galés de guerra da potente frota veneziana.

#### Os ambientes judiciários do pisologgiado
Ainda no piso das loggias encontram-se os ambientes destinados à justiça administrativa: os ambientes judiciários constituíam, de facto, um sistema vertical recolhido na parte da esquina entre a ala do molhe e a ala do Rio di Palazzo e desenvolvia-se a toda a altura do palácio, ligando-se entre si através de escadas e passagens. No piso das loggias encontravam lugar:
- a Sala dei Censori (Sala dos Censores), destinada aos magistrados encarregados de manter a moral e reprimir a corrupção na administração do Estado, decorada com pinturas de Tintoretto;
- e a Sala dell'Avogaria de Comùn (Sala da Advocacia da Comuna), destinada aos advogados comunais, responsáveis pela manutenção da legalidade constitucional.

Estes espaços conduziam à Ponte dos Suspiros, que, ultrapassando o Rio di Palazzo, ligava o palácio ao edifício das Prisões Novas.

### Primeiro andar
Este piso tem o seu acesso principal pela primeira rampa da Scala d'Oro. Andar nobre do palácio, encontravam-se aqui instalados os ambientes reservados ao doge e aqueles destinados às reuniões e às votações do Maggior Consiglio (Conselho Maior).

#### Apartamento Ducal
Série de ambientes destinados ao príncipe, voltados para o Rio di Palazzo, têm acesso pelo átrio no final da primeira rampa da Scala d'Oro, à esquerda. Aqui encontram-se:
- a Sala degli Scarlatti (Sala dos Escarlates), destinada aos Conselheiros Ducais e que toma o nome da côr que a reveste;
- a Sala degli Scudieri (Sala dos Escudeiros), destinada aos escudeiros do doge;
- a Sala dello Scudo (Sala do Escudo), na qual o doge reinante exibia o seu próprio brasão heráldico e dava audiências privadas e banquetes, constituía um conjunto com a Sala dei Filosfi (Sala dos Filósofos), junto com a qual reconstruía a típica forma em T dos ambientes de representação das antigas residências venezianas.
- a Sala Grimani', a Sala Erizzo e a Sala Priuli, destinadas à vida do doge e com acesso a um jardim pênsil;
- a Sala dei Ritratti (Sala dos Retratos) e a Sala Corner;

#### Os ambientes judiciários do primeiro andar
Do lado oposto em relação aos apartamentos ducais encontra-se instalada uma série de espaços dedicados à administração da justiça:
- a Sala del Magistrato alle Leggi (Sala do Magistrado na Lei), destinada aos conservadores e executores das leis e ordens, responsáveis por fazer observar as normativas que regulavam a advocacia;
- a Sala della Quarantia Criminal, destinada à justiça penal e à superintendência das finanças e da moeda;
- a Sala dei Cuoi (Sala dos Couros), cujo nome se deve às decorações em couro das paredes, constituía o arquivo da Quarantia;
- a Sala della Quarantia Civil Vecchia, destinada à justiça civil do território e dos domínios marítimos;
- a Sala dell'Armamento, ligada com a Armeria (Arsenal) situada acima;

Esta série de ambientes estava ligada, de um lado, à Liagò, ou seja, à varanda destinada às caminhadas dos nobres durante as pausas nas sessões do adjacente Maggior Consiglio, enquanto do outro lado estava ligada com os ambientes judiciários situados acima e abaixo, respectivamente no segundo andar e no piso das loggias.

#### Sala del Maggior Consiglio

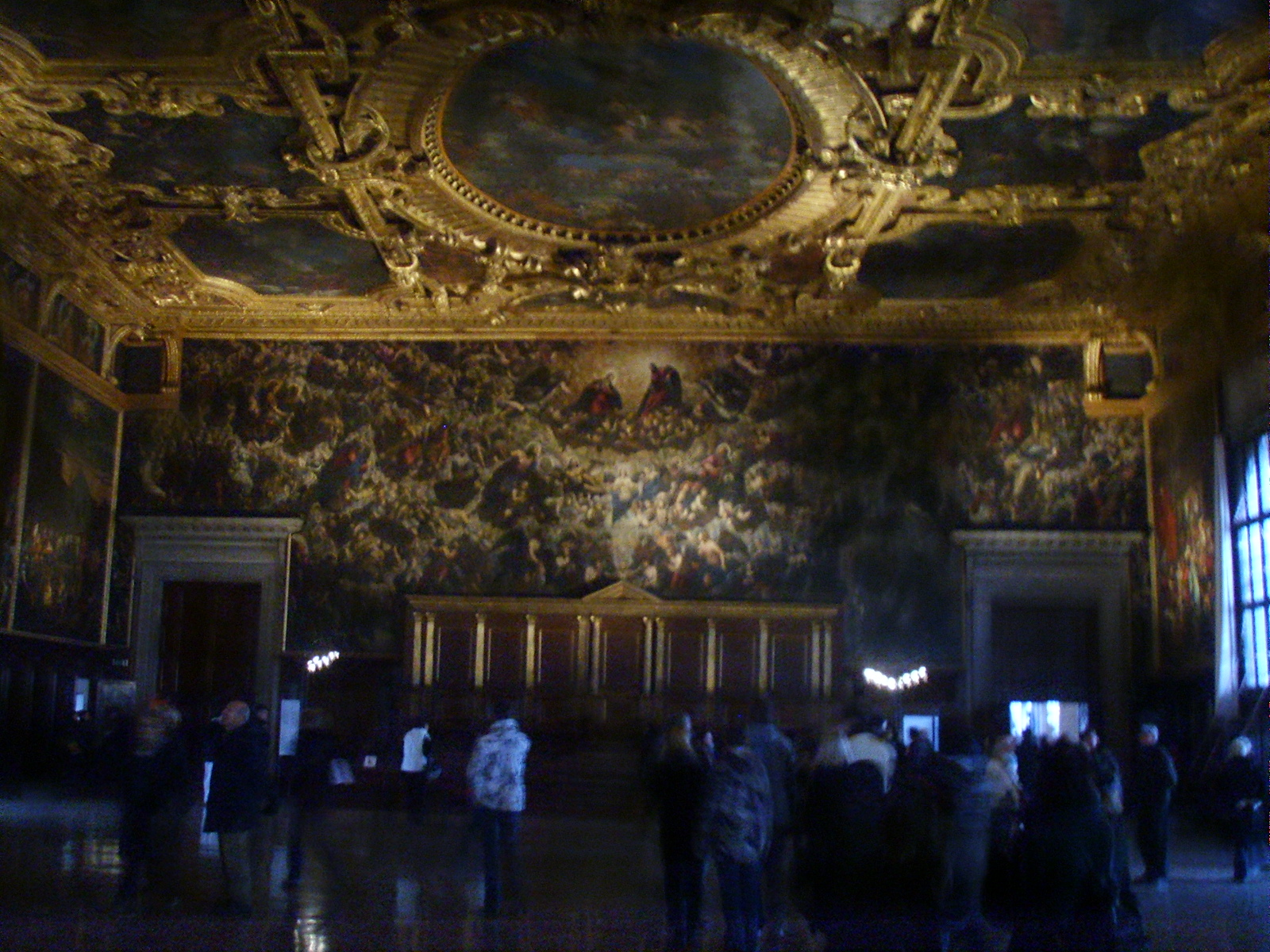
A Sala del Maggior Consiglio na actualidade.

Sala principal do palácio, situada no ângulo entre o molhe e a piazzetta, recebe luz através de sete grandes janelas ovais.
As suas enormes dimensões, 53 metros de comprimento por 25 de largura, que fazem dela uma das mais vastas daEuropa, deviam-se à sua função como local de reunião do Maggior Consiglio, assembleia soberana do Estado veneziano, formada por todos os patrícios venezianos, chegando a compreender entre 1200 e 2000 membros, que aqui encontravam lugar numa série de longas bancadas de duplo assento postas perpendicularmente à parede do fundo, onde se encontrava instalado o pódio destinado ao doge e à Signoria.
Reestruturada uma primeira vez no século XIV, as novas pinturas foram confiadas a Guariento, Gentile da Fabriano, Pisanello e Jacobello del Fiore.
Destruida pelo fogo em 1577, a sala foi novamente decorada por Veronese, Tintoretto e Palma il Giovane. A Tintoretto foi confiada, em particular, a decoração de toda a parede do fundo, frente ao trono: o Paraíso representa a maior tela do mundo, realizada entre 1588 e 1592 em substituição do precedente afresco de Guariento.
Imediatamente sob o tecto corre um friso com os retratos dos primeiros setenta e seis doges da história veneziana (os outros encontram-se na Sala dello Scrutinio). Trata-se de efígies imaginárias, visto que os anteriores a 1577 foram destruídos no incêndio, encomendadas a Jacopo Tintoretto mas executadas em grande parte pelo seu filho Domenico. Na cartela que cada doge tem na mão estão registadas as obras mais importantes do seu dogado. O doge Marin Faliero, que tentou um golpe de estado em 1355, é apresentado por um pano negro: condenado em vida à decapitação e à damnatio memoriae, ou seja, à anulação total do seu nome e da sua imagem, como traidor da instituição republicana.

#### Sala dello Scrutinio
Situado na ala voltada para a piazzetta e directamente ligada à sala do Maggior Consiglio, este vasto ambiente foi realizado durante o dogado de Francesco Foscari para conter a Biblioteca Marciana. No entanto, a partir de 1532 este espaço tornou-se no lugar destinado aos escrutínios das frequentes e contínuas deliberações da assembleia da República. A biblioteca encontrou, pelo seu lado, uma diferente colocação na Libreria Marciana, o novo edifício situado em frente, no lado oposto da piazzetta.
Devastada, também esta sala, pelo incêndio de 1577, o novo ciclo decorativo foi realizado, entre 1578 e 1615, com representações de natureza militar relacionadas com as conquistas da República. A sala termina com um majestoso arco triunfal, de Andrea Tirali, em honra do doge Francesco Morosini, il Peloponnesiaco.

### Segundo andar
Este piso tem acesso pela segunda rampa da Scala d'Oro, que termina no chamado Atrio Quadrato, voltado para o pátio do palácio.

#### Sala delle Quattro Porte
Este ambiente, ricamente decorado e distinto por quatro majestosos portais marmóreos, deve o seu actual aspecto à reconstrução desta ala após o pavoroso incêndio de 1574. Esta reconstrução foi confiada a Antonio da Ponte, segundo projecto de Palladio, e contou com obras pictóricas de Tintoretto, Tiziano e Tiepolo. A sala servia de zona de passagem e sala de espera para as audiências do Senado e da Signoria.

#### Sala dell'AnticollegioeSala del Collegio

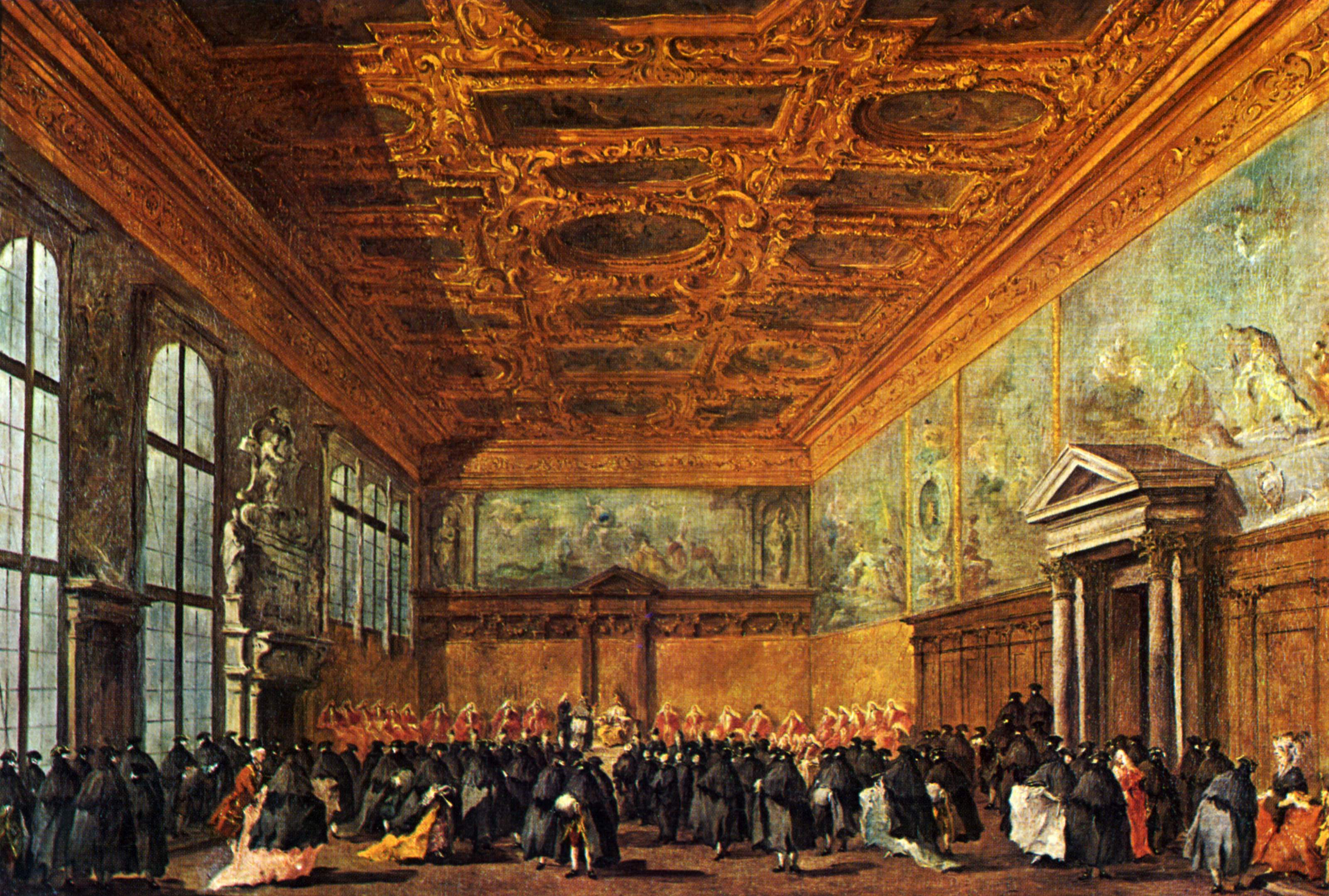
Sala del Collegio, por Francesco Guardi.

Da Sala delle Quattro Porte acedia-se à Sala dell'Anticollegio, ou seja, a ante-câmara do Collegio, onde, entre obras de Veronese, Tintoretto e Alessandro Vittoria, paravam as embaixadas e as delegações emquanto esperavam para ser recebidas em audiência.
A Sala del Collegio era destinada às reuniões do Collegio dei Savi e da Serenissima Signoria, órgãos distintos, mas interligados entre si, que, quando se reuniam juntos constituiam o chamado Pieno Collegio. A esses diziam respeito a administração e representação do Estado. Como todas as salas destinadas às assembleias da República, é caracterizada, ao fundo, pela presença do pódio com o trono ducal e os assentos reservados à Signoria.
Realizada segundo projecto de Palladio, com decorações em madeira de Francesco Bello e Andrea da Faenza e telas de Tintoretto e Veronese, entre as quais se encontra uma representação da Batalha de Lepanto, carrega na parede direita um dos dois quadrantes do relógio que a sala tem em comum com a adjacente sala do Senado.

#### Sala del Senato
Da Sala delle Quattro porte acede-se a este ambiente, voltado para o Rio di Palazzo e destinado às reuniões do Consiglio dei Pregadi (ou Senado), responsável pelo governo da República.
Rica e solene, com explêndidos entalhes e dourados, a sala hospeda obras de Tintoretto e Palma il Giovane, imersas entre luminosos dourados, nos quais o ambiente abunda. Ao lado da porta que conduz à adjacente Sala del Collegio destaca-se o segundo quadrante do relógio comum às duas salas.

#### Sala del Consiglio dei Dieci,Sala della Bussolae ambientes judiciários do segundo andar
A Sala del Consiglio dei Dieci (Sala do Conselho dos Dez), à qual se acede por um ambiente de ligação com a Sala delle Quattro Porte, era destinada às reuniões do órgão homónimo, restrito e omnipotente, encarregado da segurança do Estado. Composto por dez conselheiros (o que justifica o nome) e alargado ao doge e aos seis conselheiros ducais, o Conselho dos Dez tomava lugar num pódio semicircular em madeira, no qual discutiam as investigações e os processos contra os inimigos do Estado: uma passagem secreta escavada num armário em madeira conduzia à sala traseira dos Tre Capi. As decorações são de Gian Battista Ponchino, Paolo Veronese e Gian Battista Zelotti, con temas relacionados com a justiça.
Ao lado desta sala ficava a Sala della Bussola (Sala da Bússola), que servia de ante-câmara, entre cujas decorações estão obras de Veronese e Sansovino e que deve o nome à grande bússola em madeira que leva às adjacentes áreas judiciárias.
Pela bússola passavam, de facto, aqueles que eram convocados aos vizinhos ambientes judiciários:
- a Stanza dei Tre Capi del Consiglio dei Dieci (Sala dos Três Líderes do Conselho dos Dez), com obras de Tintoretto, Veronese, Ponchino e Zelotti, onde se reuniam os líderes eleitos rotativamente por tal conselho, a quem pertencia a instrução dos processos;
- a Stanza dei Tre Inquisitori di Stato (Sala dos Três Inquisidores do Estado), com pinturas de Tintoretto, onde tinham sede os poderosos e temidos magistrados encarregados de garantir a segurança do Segredo por qualquer meio e à sua completa discrição;
- a Camera del Tormento (Câmara do Tormento), sala de tortura directamente ligada aos sobrejacentes Piombi, onde os interrogatórios eram conduzidos em presença dos juízes;
- a Armeria (Arsenal), complexo de salas destinadas ao depósito das armas do palácio.

#### Os ambientes da administração
Do Atrio Quadrato acede-se às salas dedicadas à administração e à burocracia do palácio, com a sala do Notaio Ducale (Notário Ducal), secretário das várias magistraturas do Estado, e a do Deputato alla Segreta del Consiglio dei Dieci, secretário particular do poderoso conselho.
No mezzanino situado acima encontravam lugar os gabinetes do Cancellier Grande e do Reggente alla Cancelleria, chefes dos arquivos, eleitos directamente pelo Maggior Consiglio, com a adjacente Sala della Cancelleria Segreta, na qual eram conservados os mais importantes documentos administrativos e em cujas paredes sobressaem os brasões e nomes dos sucessivos chanceleres a partir de 1268.

## PozziePiombi
As prisões subterrâneas do palácio, colovadas abaixo do nível da água e, por esse motivo, extremamente húmidas e insalubres, destinadas aos prisioneiros de condição inferior, encerrados em celas escuras e estreitas, tomavam o inequívoco nome de Pozzi (poços). Uma lenda narra que, em tempos, aos condenados à morte era dada a possibilidade, como última possibilidade de escapar, de tentar o giro da coluna. De facto, uma das colunas do palácio é ligeiramente reentrante. A tentativa consistia em girar em volta da coluna, pela parte exterior, sem escorregar, mas quase nenhum conseguia completar a operação.
Por outro lado, sob o telhado do palácio e das suas coberturas estavam os Piombi (chumbos), que deviam o seu nome à cobertura do tecto: aqui encontravam lugar os prisioneiros mais particulares, nobres, ricos, religiosos, que eram, assim, relegados para um ambiente que, embora duro, resultava menos insalubre que os infernais Pozzi. Estes prisioneiros podiam até mesmo, a expensas próprias, providenciar a dotação das suas celas com pequenos alívios, mobília e boa comida.
Todas estas prisões estava, directamente ligadas aos tribunais presentes no palácio.

## Imitações do Palácio Ducal
O Palácio Ducal serviu de inspiração para vários edifícios espalhados pelo mundo.
No Reino Unido existem vários edifícios oitocentistas que imitam a arquitectura do palácio, como por exemplo a Wool Exchange, em Bradford, o Wedgwood Institute, em Burslem, e a Templeton's Carpet Factory, em Glasgow. Estes revivalismos do gótico veneziano foram influenciados pelas teorias de John Ruskin, autor de The Stones of Venice (As Pedras de Veneza), obra em três volumes publicada na década de 1850.
O Palácio Ducal também estendeu a sua influência aos Estados Unidos da América, com o Montauk Club, situado no Park Slope, Brooklyn, a imitar elementos da sua arquitectura. Este edifício foi construido em 1889 e diz-se, habitualmente, que o arquitecto se inspirou num outro palácio veneziano, a Ca' d'Oro. Juntamente com outros marcos venezianos, o palácio é imitado no The Venetian Resort Hotel Casino, um resort situado em Las Vegas Strip, EUA.

## Curiosidades
- Mark Twain visitou Veneza e o Palácio Ducal no Verão de 1867. Uma longa descrição do palácio e dos locais vizinhos está incluída em The Innocents Abroad, obra que relata a prolongada excursão de recreio que o levou a Itália.
- "The Doge's Palace" (O Palácio dos Doges) é o título duma faixa do álbum The Millennium Bell (1999), de Mike Oldfield.

## Galeria de imagens do Palácio Ducal

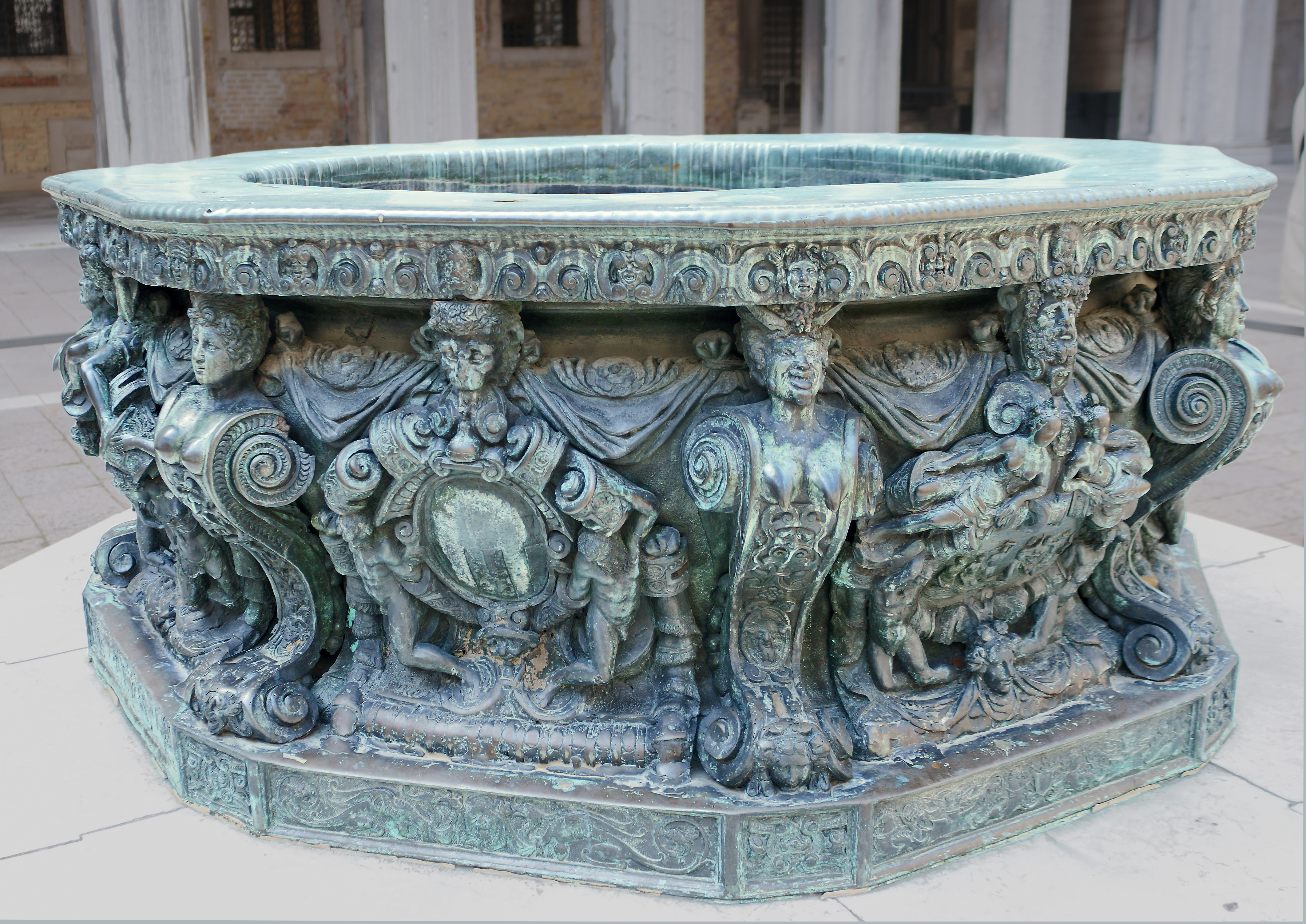
Poço com muro ornamental em bronze
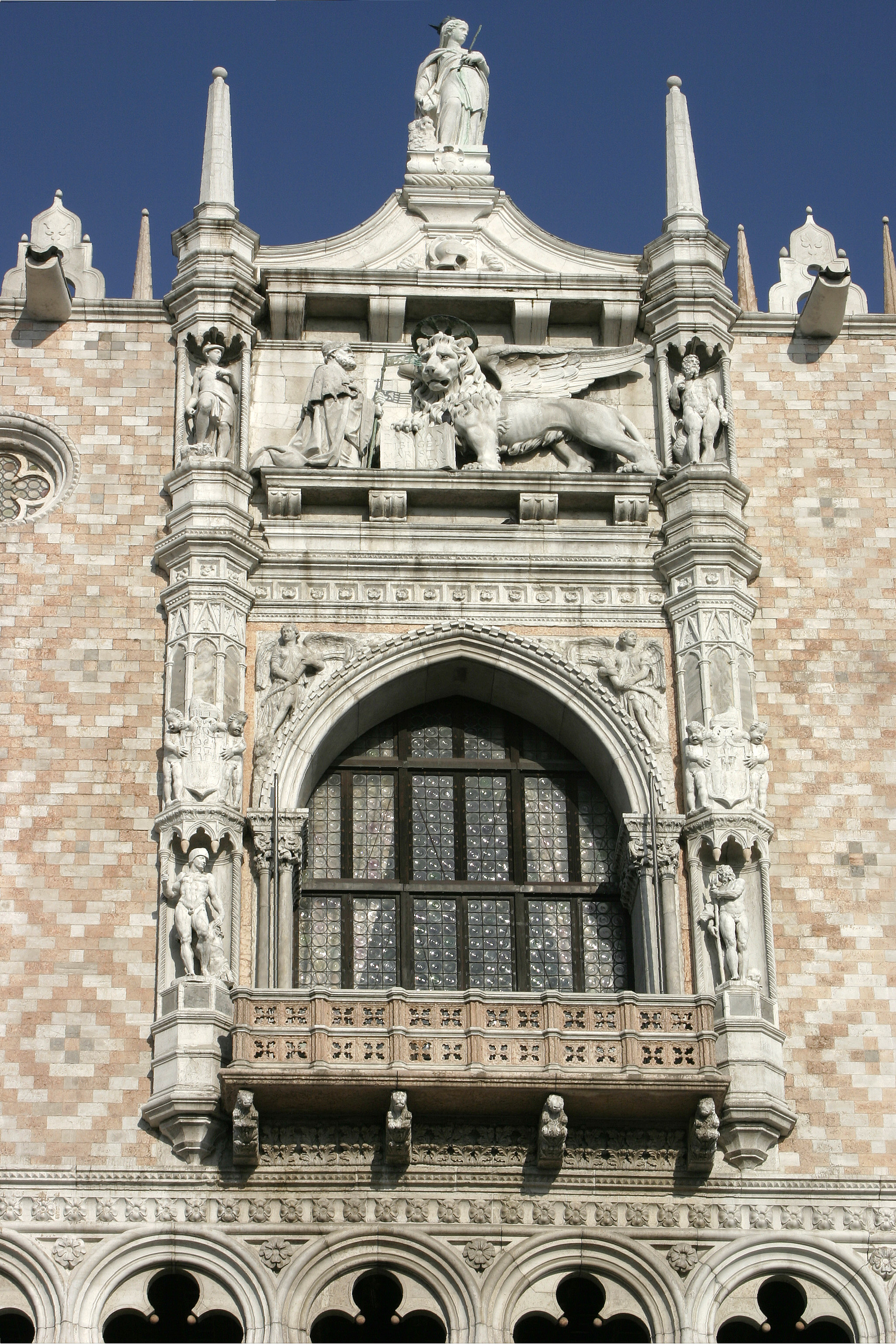
Balcão da fachada virada para a piazzeta
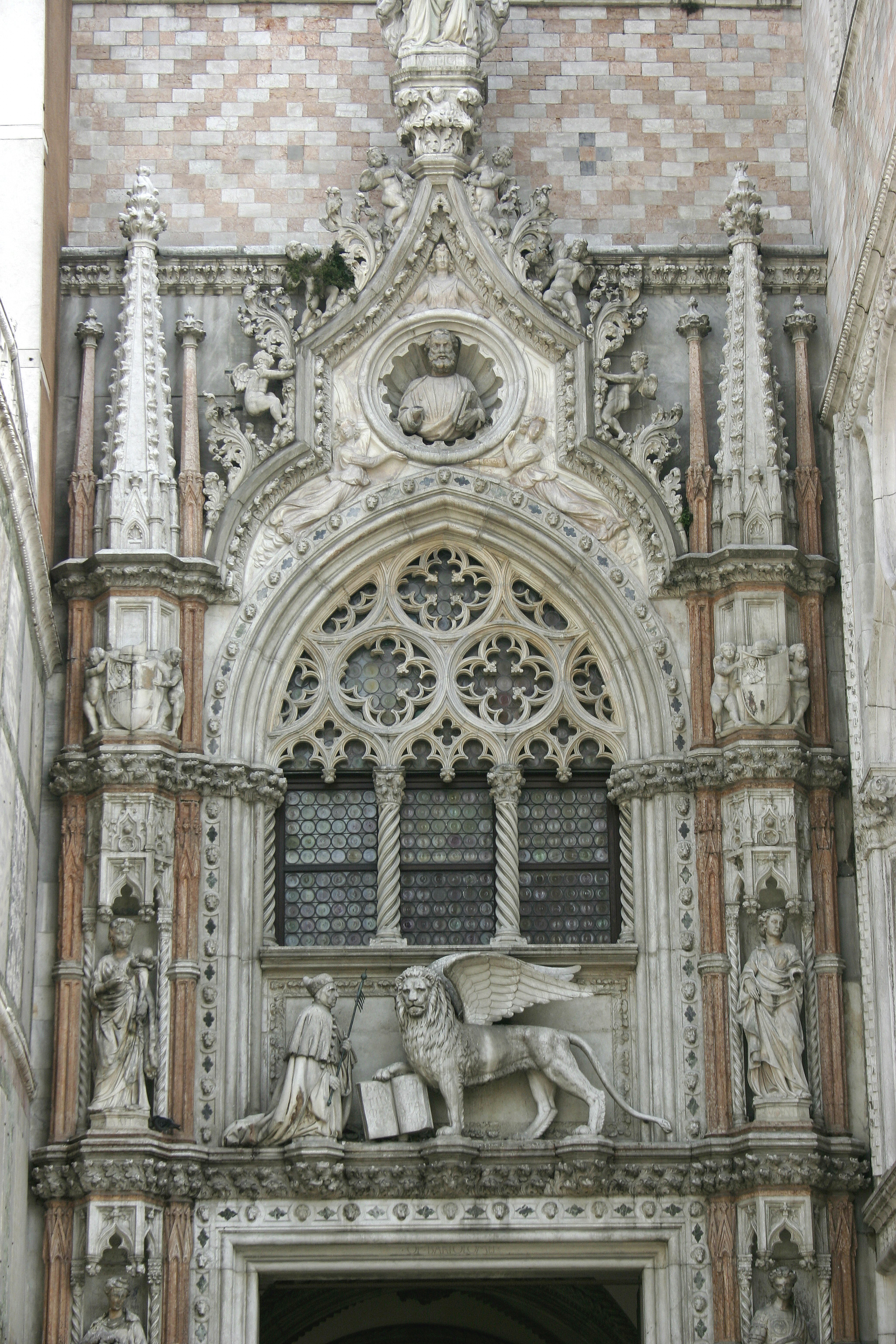
Porta della Carta
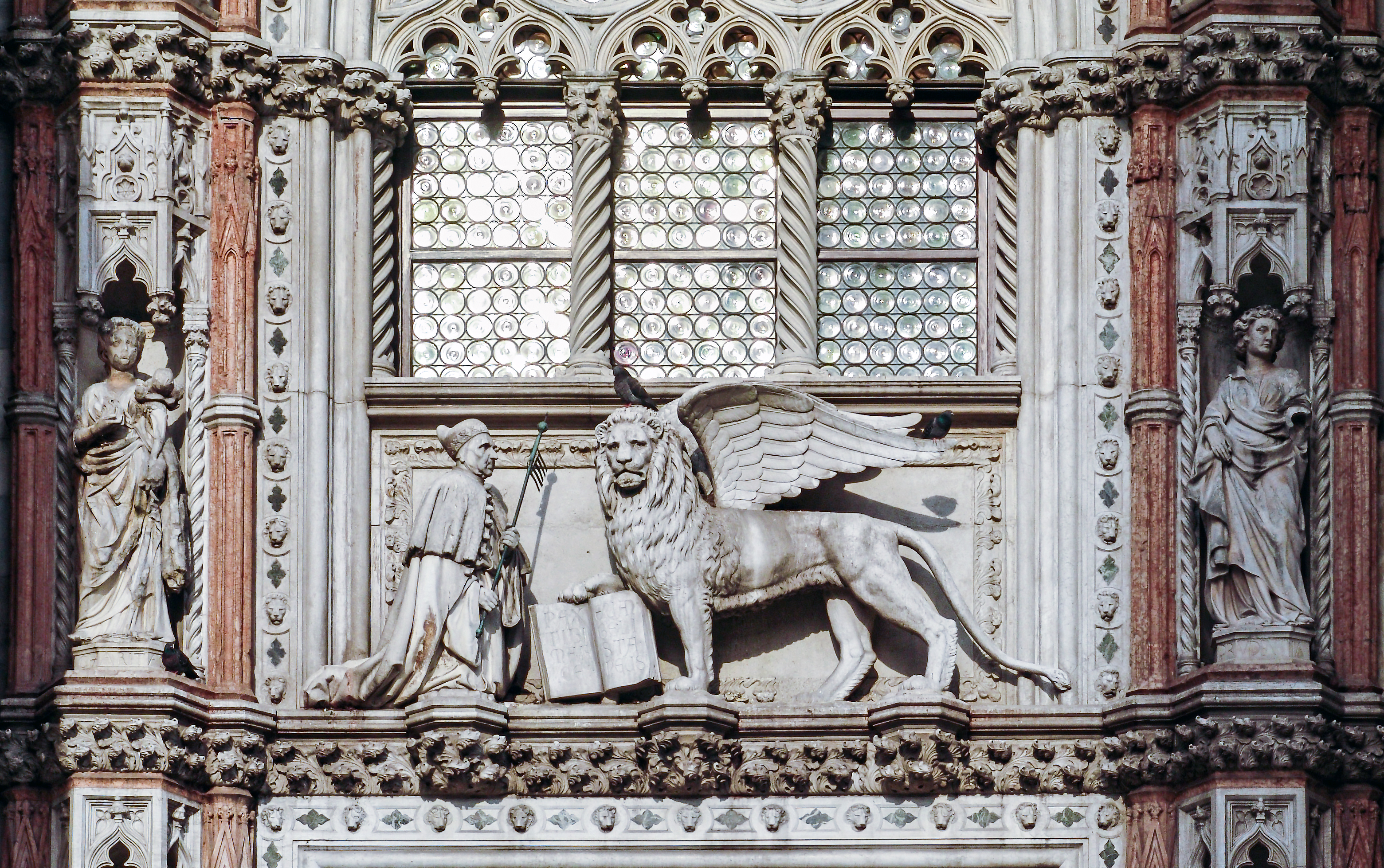
Detalhe da Porta della Carta
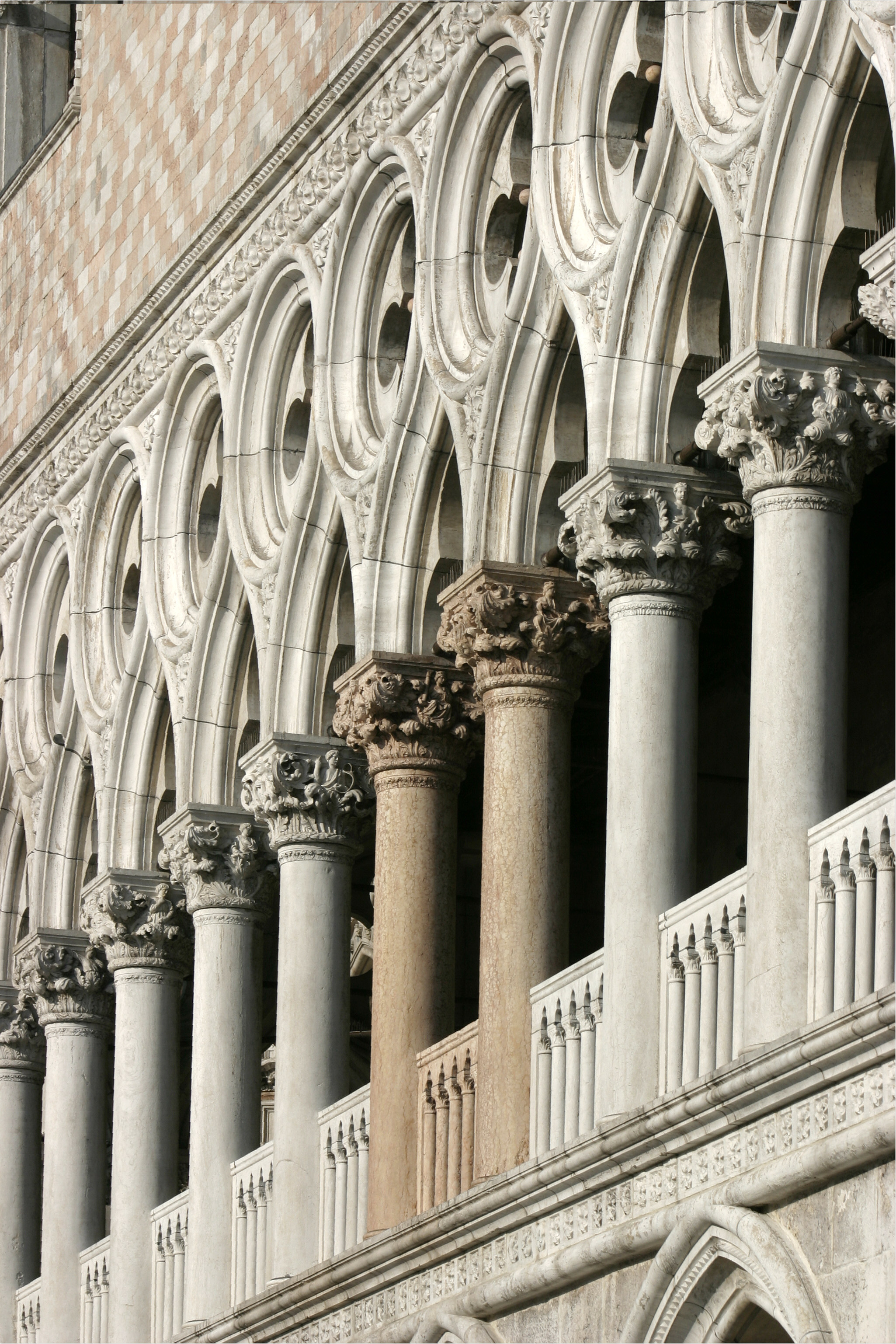
Detalhe da loggia voltada para a piazzeta
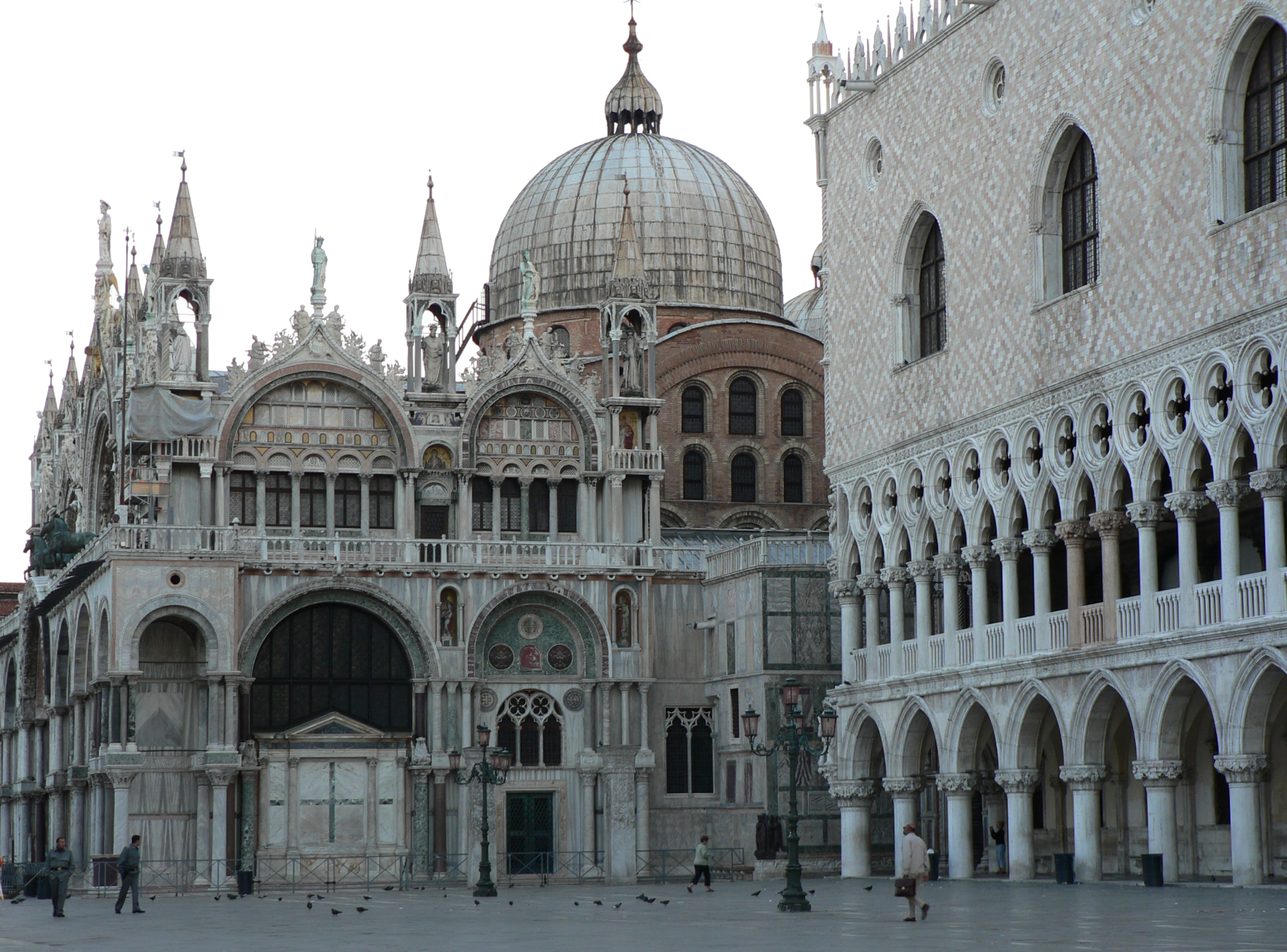
Vista parcial das fachadas do Palácio Ducal e da Basílica de São Marcos
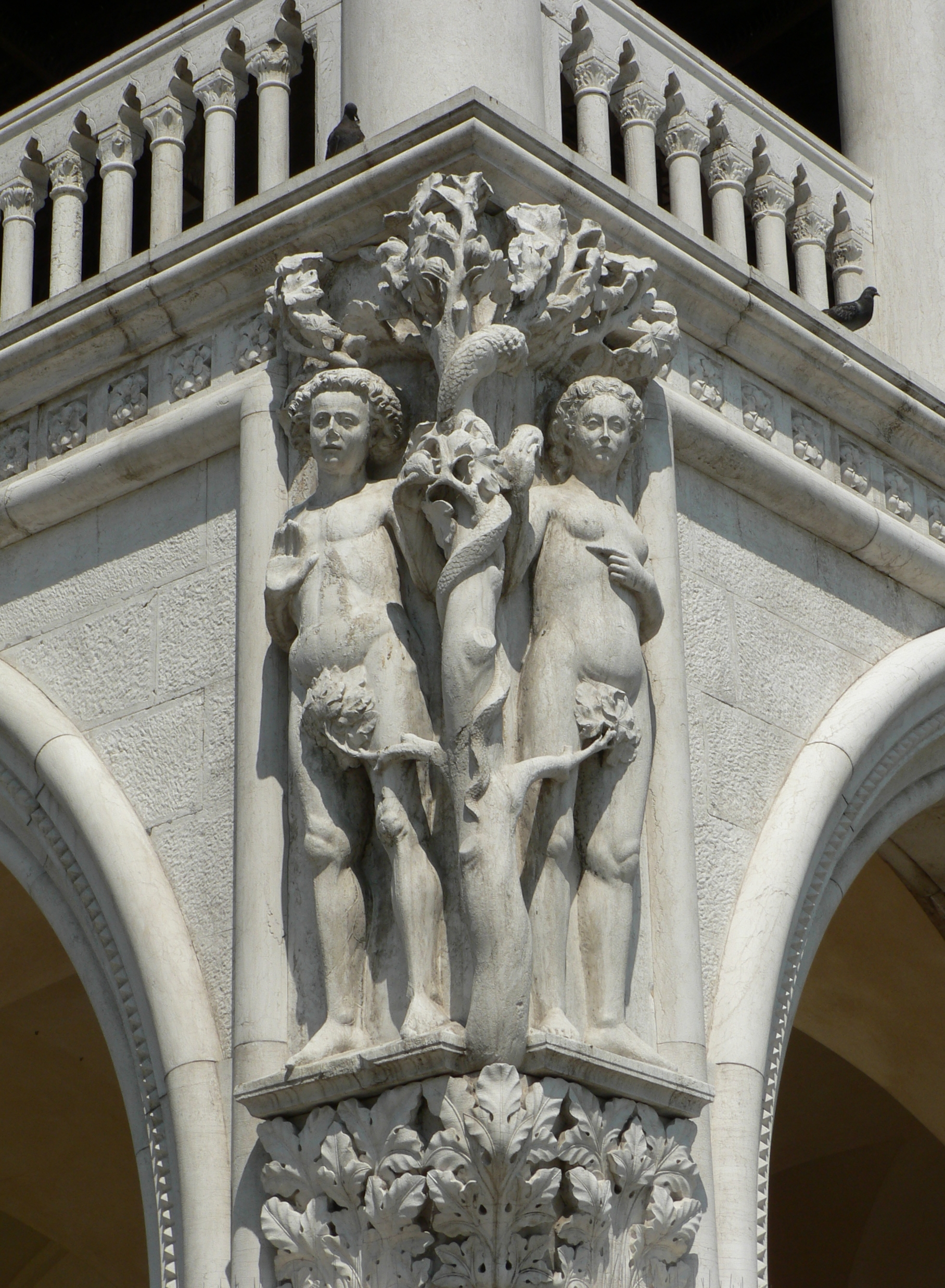
Adão e Eva, escultura numa esquina do palácio.
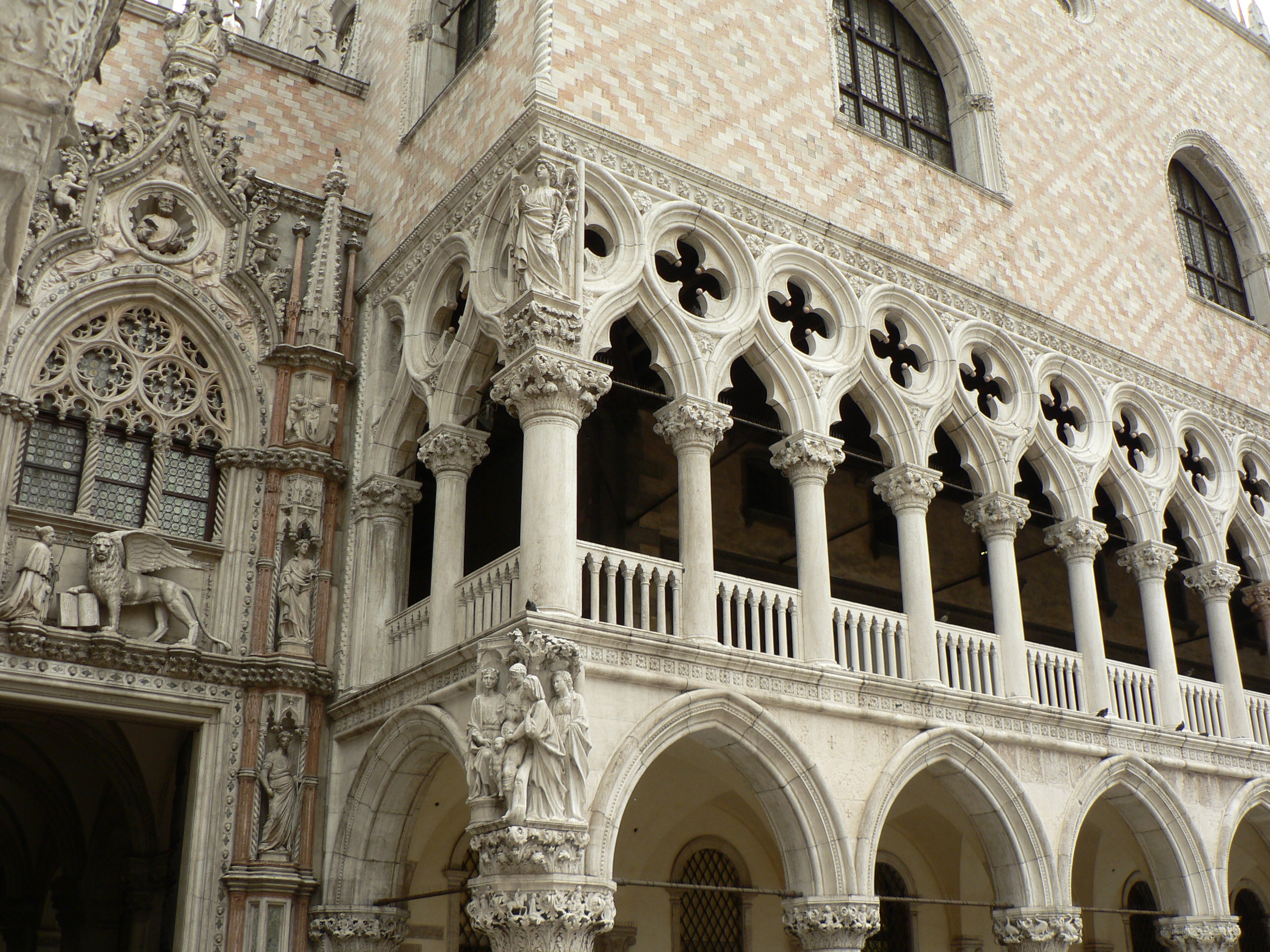
Fachada do Palácio Ducal, com a Porta della Carta à esquerda
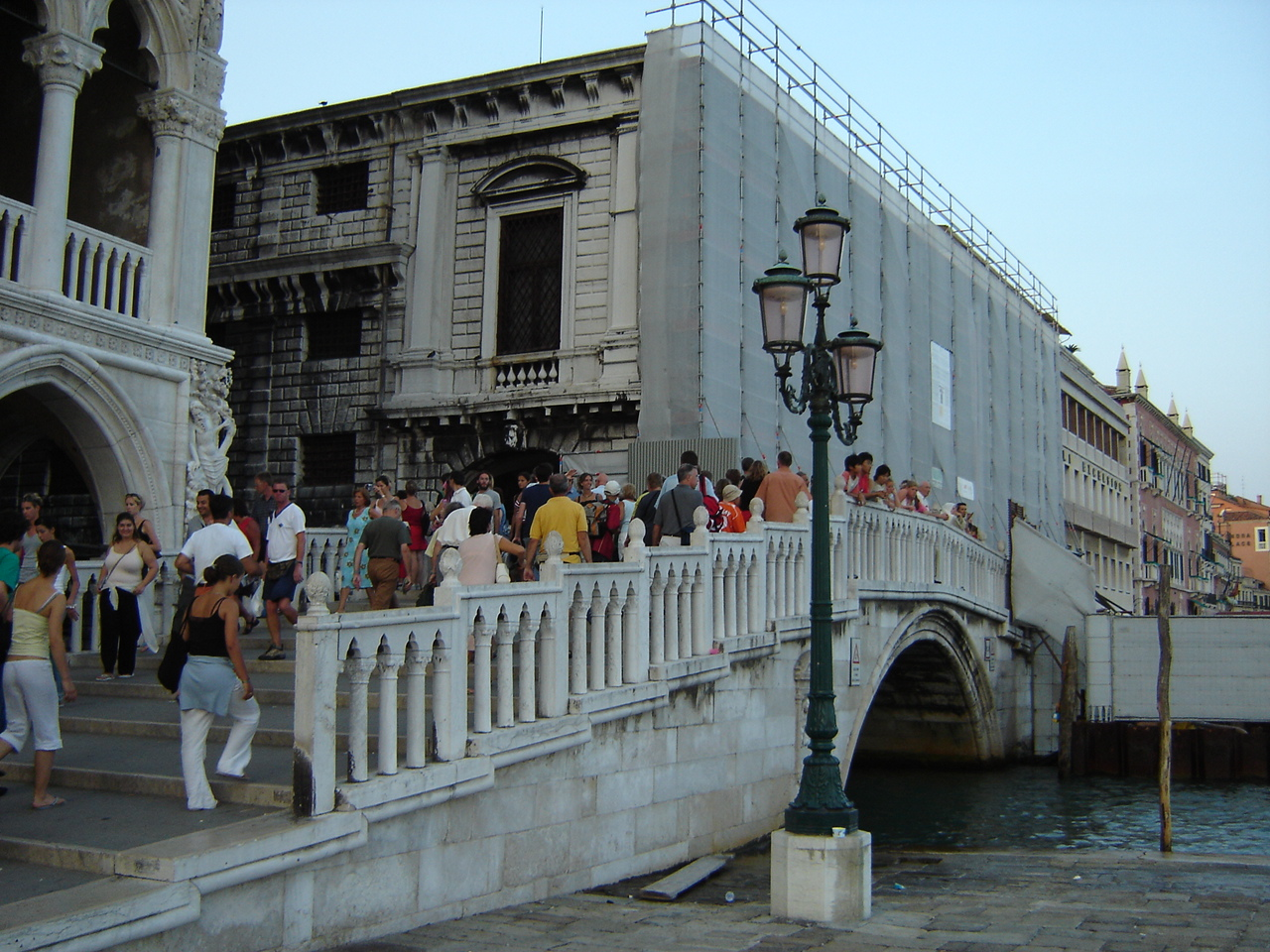
Ponte della Paglia
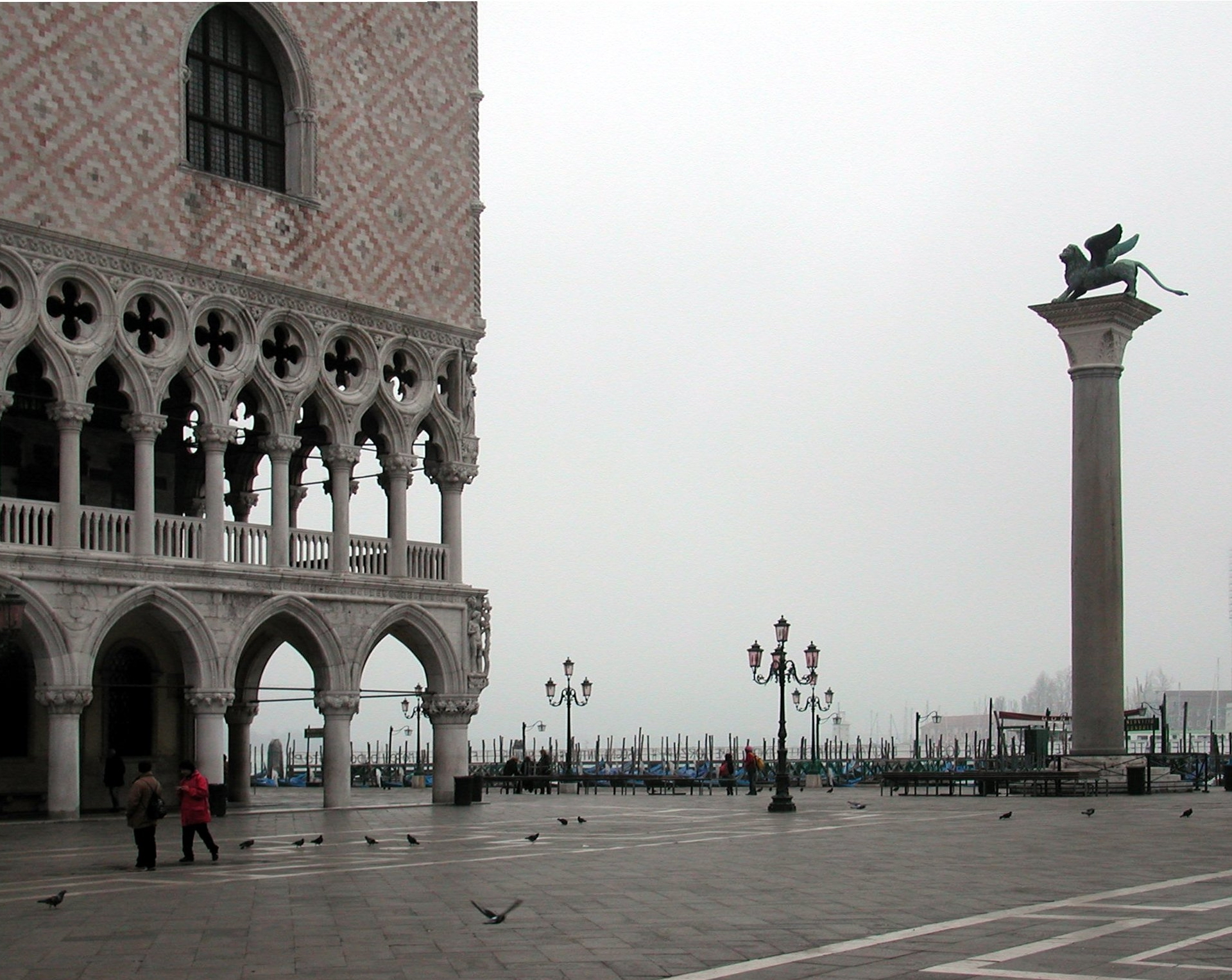
Esquina do Palácio Ducal e coluna com o Leão de São Marcos.

## Literatura
- Erich Hubala: Reclams Kunstführer Italien, Bd. II,1, Venedig, Brenta- Villen, Chioggia, Murano, Torcello, Baudenkmäler und Museen, hrsg. v. Manfred Wundram, zweite Auflage, Stuttgart 1974, p. 43
- Giulio Lorenzetti: Venezia e il suo estuario, guida storico- artistica, Padova Erredici, 2002, p. 239
- Wolfgang Wolters: Der Bilderschmuck des Dogenpalastes, Wiesbaden 1963.
- Erich Egg, Erich Hubala, Peter Tigler: Reclam Kunstführer. Südtirol, Trentino, Venezia Giulia, Friaul, Veneto. Kunstdenkmäler und Museen, (Bd. 2/ II) (Gebundene Ausgabe, 1981). ISBN 3-15-010007-0
- Thorsten Droste: Venedig. DuMont Kunst-Reiseführer, Ostfildern, April 2005, ISBN 3-7701-6068-1
- Helmut Dumler: Venedig und die Dogen. Artemis & Winkler, April 2001, ISBN 3-538-07116-0
- Huse, Norbert / Wolfgang Wolters: Venedig. Die Kunst der Renaissance. Architektur, Skulptur, Malerei 1460–1590 (Gebundene Ausgabe), C.H.Beck; 2. Aufl. (November 1996), ISBN 3-406-41163-0
- Andrea Lermer: Der gotische Dogenpalast in Venedig. Baugeschichte und Skulpturenprogramm des >Palatium Comunis Veneciarum, (=Kunstwissenschaftliche Studien, Band 121) München 2005, ISBN 3-422-06500-8
- Giandomenico Romanelli / Mark E. Smith: Venedig, Hirmer, 1997, ISBN 3-7774-7390-1
- Giandomenico Romanelli (Hrsg.): Venedig. Kunst und Architektur, Ullmann/Tandem, 2 Bde., Novembro 2005, ISBN 3-8331-1065-1
- Alvise Zorzi: Venedig. Die Geschichte der Löwenrepublik Claassen, 1992, ISBN 3-546-00024-2